# Megenicocephalus
Sous-famille
Genre
Megenicocephalus est un genre d'insectes hémiptères hétéroptères (punaises), le seul genre de la sous-famille des Megenicocephalinae (famille des Enicocephalidae) qui est endémique de l'écozone indomalaise (Asie du Sud-Est). 

## Description
De même structure générale que les autres Enicocephalidae, ce genre de punaises s'en distingue par sa grande taille (de 8 à 17 mm de longueur, là où les autres Enicocephalidae ne dépassent pas 7 à 8 mm), un corps large et de couleur aposématique rougeâtre ou rouge et noire (les autres genres sont en général jaunâtres, brunâtres ou noirâtres), très finement granuleux et couvert d'une courte pilosité brun doré. 
La tête est élargie antérieurement, à l'endroit des tubercules antennifères. Les yeux sont très petits (leur largeur est du quart de la largeur de l'espace interoculaire). La constriction céphalique séparant la tête en deux lobes se fait en arrière des yeux. Le lobe postérieur mesure la moitié du lobe antérieur, est subovale, avec des ocelles visibles mais à peine surélevés. Le rostre est recourbé vers l'arrière, éfilé au bout et très court (atteigant la marge antérieure ou postérieure des yeux).  
Le pronotum est formé de deux lobes, ressemblant à celui des Aenictopecheinae, mais le collier est très court, en forme d'anneau très étroit (passé inaperçu lors de la description de M. chinai par Usinger) et les deux lobes antérieurs et postérieurs sont développés normalement. Il ne présente pas de tubercules dorsaux.  
Les pattes antérieures sont fortement développées, de type marcheuses (et non ravisseuses comme chez tous les autres Enicocephalomorpha, à l'exception de Nymphocoris, chez qui elles sont fouisseuses), et ne montrent pas l'armature habituelle à l'apex du tibia. Le tibia, le fémur et le trochanter antérieurs présentent des tubercules ou des épines de manière variable. Le trochanter antérieur porte une crête (uniquement retrouvée chez Xenicocephalus). Le tarse antérieur ne comporte qu'un segment. 
Les hémélytres sont relativement courtes, couvrant jusqu'au quatrième des six segments visibles de l'abdomen. La marge de l'aile antérieure présente une petite cassure qui ressemble à un début de fracture costale, ce qui rapproche ce genre des Aenictopecheidae, alors que les autres Enicocephalidae n'ont aucune fracture costale. L'aile antérieure comprend une cellule basale, et la cellule discale est fermée à son extrémité,,. 

## Répartition
Ce genre est endémique de l'écozone indomalaise, avec des espèces rencontrées dans la péninsule malaise (trois espèces, M. chinai, M. delicatus, M. malayensis), à Sumatra (M. cobbeni), à Java (M. javanus, M. zetteli), dans le Sud du Viêt Nam (M. robustus), aux Philippines (M. usingeri),. 

## Biologie
Le type ayant été récolté à la lumière, sa biologie n'est pas connue. Comme tous les Enicocephalomorpha, il s'agit d'une espèce prédatrice de petits arthropodes.

## Systématique
Le genre ont été décrits par Robert Leslie Usinger en 1945 dans son travail sur les Enicocephalidae (au sens large, regroupant les Enicocephalomorpha connus à l'époque). Bien qu'une seule espèce décrite soit mentionnée dans la plupart des publications et répertoires d'espèces (Megenicocephalus chinai), Pavel Štys avait déjà répertorié en 2008 dix autres espèces en attente de description, et avec Petr Baňař (d), dans la thèse de ce dernier de 2013, en décrivent sept. Plusieurs espèces ne sont connues que d'un mâle ou d'une femelle seulement.
L'espèce type, M. chinai, est dédiée à l'entomologiste anglais William Edward China (d) (1895-1979), du British Museum.
En 1989, Pavel Štys établit la classification interne de l'infra-ordre des Enicocephalomorpha, et place le genre dans une sous-famille distincte propre, séparée des autres Enicocephalidae, qu'il nomme Megenicocephalinae. Štys et Baňař estiment toutefois que ce regroupement mériterait le statut de famille à part entière, sous le nom de Megenicocephalidae, dont ils décrivent les caractéristiques. Cette proposition n'a toutefois pas encore été reprise par d'autres scientifiques (cf par exemple Randall Tobias Schuh (d) et Christiane Weirauch (d)). 

### Étymologie
Le nom du genre est construit sur « Enicocephalus », le nom du genre type de la famille, et « méga- », pour géant, du fait de la taille beaucoup plus grande de la première espèce découverte (16 mm) que celle de toutes les autres espèces connues d'Enicocephalomorpha, qui mesurent entre 1,25 et 8 mm.

### Liste des genres et espèces
Selon ITIS (14 novembre 2023) complété d'après Štys & Baňař (2013) :
- Megenicocephalus chinai Usinger, 1945
- Megenicocephalus cobbeni Štys & Baňař, 2013
- Megenicocephalus delicatus Štys & Baňař, 2013
- Megenicocephalus javanus Štys & Baňař, 2013
- Megenicocephalus malayensis Štys & Baňař, 2013
- Megenicocephalus robustus Štys & Baňař, 2013
- Megenicocephalus usingeri Štys & Baňař, 2013
- Megenicocephalus zetteli Štys & Baňař, 2013